# Associazione dottorandi e dottori di ricerca italiani
L'Associazione dottorandi e dottori di ricerca in Italia (acronimo ADI), è un'associazione legalmente costituitasi nel 1998, apartitica e senza fini di lucro, che si propone la tutela dei diritti dei dottorandi e dottori di ricerca, la promozione della figura professionale del dottore di ricerca, il miglioramento della qualità dell'insegnamento superiore e in generale il miglioramento delle politiche della ricerca in Italia. L'ADI esplica la propria attività tramite contatti istituzionali a livello nazionale, nella sua partecipazione ininterrotta al Consiglio Nazionale degli Studenti Universitari e al Consiglio Universitario Nazionale e tramite le proprie trentasei sedi locali operanti presso le maggiori Università italiane. È membro fondatore di Eurodoc.

## Storia
Fra gennaio e marzo 1996, su iniziativa di alcuni dottorandi di Milano e Padova, venne stesa via internet una Lettera aperta sulla condizione del dottorato di ricerca in Italia. Il 19 marzo 1996 la lettera venne inviata con oltre 1600 firme al Ministro dell'università e della ricerca scientifica e tecnologica Giorgio Salvini e a vari organi istituzionali. Contemporaneamente venne avviata un'opera di sensibilizzazione presso parlamentari, rettori, professori e ricercatori, divulgando la lettera e partecipando a dibattiti e conferenze. Le ragioni della protesta esposte nella lettera erano molteplici, fra cui: l'esiguità della borsa di dottorato (ferma a 13 milioni di lire l'anno dal 1989); i problemi burocratici relativi alla stesura della tesi di dottorato e all'espletamento dell'esame finale; la mancanza di prospettive professionali e lo scarso riconoscimento del titolo di Dottore di Ricerca sia nel pubblico che nel privato. Non a caso una ricerca del CNR del 1994 aveva definito il dottorato di ricerca "il brutto anatroccolo".
Il 12 aprile 1996 il Ministro Salvini inviò una risposta non solo formale, assumendosi l'impegno di affrontare la questione, ma di lì a breve tutto si fermò a causa della caduta del governo Dini il 17 maggio 1996.
Nel frattempo il processo di aggregazione dei dottorandi e dei dottori di ricerca procedette con le prime assemblee locali e nazionali.
Decisivo fu l'uso di Internet e il diffondersi degli strumenti informatici di base, come le mailing list "dotric-discussion" e "dotric-news" e il sito web, che furono adottati fin dall'inizio come i principali mezzi di comunicazione e consentirono lo sviluppo di un elevato grado di democrazia interna. Nel 1997, a seguito dei primi incontri fra alcuni rappresentanti dei dottorandi e del Ministero dell'università e della ricerca scientifica e tecnologica (MURST), maturò l'esigenza di organizzarsi in una vera e propria associazione. In particolare si manifestò subito una diffusa istanza di rigorosa indipendenza da qualsiasi partito ed organizzazione politica e sindacale, il che consentì di aggregare dottori e dottorandi di diverso orientamento politico.
L'ADI nacque legalmente il 16 gennaio 1998, quando l'atto costitutivo fu depositato dai 16 soci fondatori. Poco dopo, la neonata associazione venne ufficialmente ricevuta dal Ministro Luigi Berlinguer e dal suo consigliere Umberto Marroni, con cui si stabilì un serrato confronto sul tema del dottorato. Il 3-4 ottobre 1998 si tenne il primo congresso nazionale presso la Certosa di Pontignano.

## Attività e risultati
Negli anni successivi l'intensa attività dell'ADI fu spesso ostacolata dall'instabilità politica. Nonostante alcuni notevoli risultati (tra cui l'aumento della borsa, il riconoscimento di contributi e parziali riconoscimenti del titolo nella scuola pubblica, l'istituzione degli assegni di ricerca), l'iter parlamentare di una riforma organica del dottorato e del suo ruolo nell'accademia e nella società, largamente ispirata dall'ADI, fu interrotto dalle elezioni anticipate del 2001. In analogo fato incorse una proposta di revisione del percorso di accesso alla carriera accademica (in particolare concernente i meccanismi concorsuali), poi solo parzialmente recepita dal governo successivo. Nel 2008 l'ADI ha ottenuto un nuovo adeguamento della borsa di dottorato a 1000 euro al mese, ulteriormente innalzata a 1195 dal Governo Draghi grazie all'azione condotta da Giuseppe Naglieri, Rappresentante nazionale dei dottorandi di ricerca al Consiglio nazionale degli studenti universitari, eletto dall'ADI. Nel 2022 l'ADI è riuscita a estendere i bonus contro il carovita erogati dall'INPS anche a dottorandi e assegnisti di ricerca.
Nel febbraio 2025 l'ADI, a seguito di un esposto presentato alla Commissione europea per il rischio di reversal degli obblighi assunti dall'Italia nell'ambito della riforma delle carriere dei ricercatori, inserita nel PNRR, riesce a ottenere un primo blocco del disegno di legge A.S. 1240/2024, presentato dal Ministro dell'Università e della Ricerca, Anna Maria Bernini.
Parallelamente all'attività di promozione del dottorato, si segnala l'attività di promozione della ricerca, con i libri-inchiesta Cervelli in fuga e Cervelli in Gabbia, e di sviluppo della valutazione della ricerca in Italia.

## Presidenti (1998-2009) e Segretari nazionali (2009-presente)
- Flaminia Saccà (1998-2006)
- Francesco Mauriello (2006-2009)
- Fernando D’Aniello (2009-2011)
- Francesco Maria Vitucci (2011-2013)
- Antonio Bonatesta (2013-2016)
- Giuseppe Montalbano (2016-2018)
- Matteo Piolatto (2018-2020)
- Luca Dell'Atti (2020-2022)
- Rosa Fioravante (2022-2024)
- Davide Clementi (2024-in carica)

## Riferimenti normativi
- D.P.R. 3 ottobre 1997, n. 387, in materia di "Regolamento recante disciplina delle procedure per il conseguimento del titolo di dottore di ricerca", pubblicato nella Gazzetta Ufficiale 7 novembre 1997 n. 260.
- L. 3 luglio 1998, n. 210, in materia di "Norme per il reclutamento dei ricercatori e dei professori universitari di ruolo", pubblicata nella Gazzetta Ufficiale 6 luglio 1998 n.155.
- D.M. 30 aprile 1999 prot. n. 224/1999, in materia di "Regolamento in materia di dottorato di ricerca", pubblicato nella Gazzetta Ufficiale 13 luglio 1999 n. 162.